# Kommissar Brahm
 Kommissar Brahm ("Commissario Brahm") è una serie televisiva tedesca di genere poliziesco, ideata da Karl Heinz Zeitler  e prodotta nel 1967 dalla Elan-Film Gierke & Co.. Protagonista della serie, nel ruolo del Commissario Brahm, è l'attore Paul Klinger; altri interpreti principali sono Otto Stern, Manfred Seipold e Ursula Mellin.
La serie si compone di una sola stagione, per un totale di 13 episodi, della durata di 25 minuti ciascuno.
La serie veniva trasmessa in prima visione dall'emittente televisiva ZDF: il primo episodio, intitolato Tatverdacht, fu trasmesso in prima visione il 26 aprile 1967 ; l'ultimo, intitolato Männerurlaub, fu trasmesso in prima visione il 19 luglio 1967.

## Descrizione
Protagonista della serie è il Commissario Brahm, capo della polizia criminale, affiancato dall'Ispettore Lenz.
Brahm ha un figlio, Peter, studente di giurisprudenza  e una compagna, Helga. Con loro vive anche la Signora Buchmann.

## Episodi
| Stagione       | Puntate | Prima TV Germania | Prima TV Italia |
| -------------- | ------- | ----------------- | --------------- |
| Prima stagione | 13      | 1967              | inedita         |